# توني بيفان
توني بيفان (بالإنجليزية: Tony Bevan)‏ هو رسام بريطاني، ولد في 1951 في برادفورد في المملكة المتحدة.